# 9Live
9Live war ein privater deutschsprachiger Fernsehsender, der am 1. September 2001 aus dem Privatsender tm3 hervorging und am 9. August 2011 den Sendebetrieb einstellte.
Der Sender finanzierte sich bis zum 31. Mai 2011 durch sogenannte Call-in-Gewinnspiele. 9Live bezeichnete sich selbst als Mitmachfernsehen oder Deutschlands erster Quizsender. Neben eigenen Shows produzierte 9Live auch für andere Fernsehsender Call-in-Formate.

## Geschichte
9Live ging am 1. September 2001 aus dem ehemaligen Spartensender tm3 hervor. Die ehemalige Geschäftsführerin Christiane zu Salm verkaufte ihre Anteile im Jahr 2005 an die ProSiebenSat.1 Media SE. 9Live war eine hundertprozentige Tochter der ProSiebenSat.1 Media SE. Lizenziert war 9Live durch die Bayerische Landeszentrale für neue Medien. Im ersten Jahr begannen bereits einige Formate wie das Servicemagazin leben und wohnen, Plattenteller mit Uwe Hübner und FLASH. Hierbei führten Mandana Naderian und Ricky Harris durch die Sendung und begrüßten Kandidaten.
Ab dem 1. Januar 2007 war 9Live für das gesamte Mehrwertdienste-Geschäft der Mediengruppe und die Call-in-Formate bei Sat.1, ProSieben und kabel eins zuständig. Auch Betty und Blucom werden im iTV-Bereich von 9Live zusammengefasst.
Der Umsatz von 9Live betrug im Jahr 2002 60,6 Millionen Euro und 78,7 Millionen Euro im Jahr 2003.
Nach Angaben des Vermarktungsgesellschafters IP Deutschland erzielte 9Live im Geschäftsjahr 2006 Bruttowerbeumsätze in Höhe von 20,577 Millionen Euro. Im ersten Quartal 2011 lag der Umsatz bei 9,2 Millionen Euro.

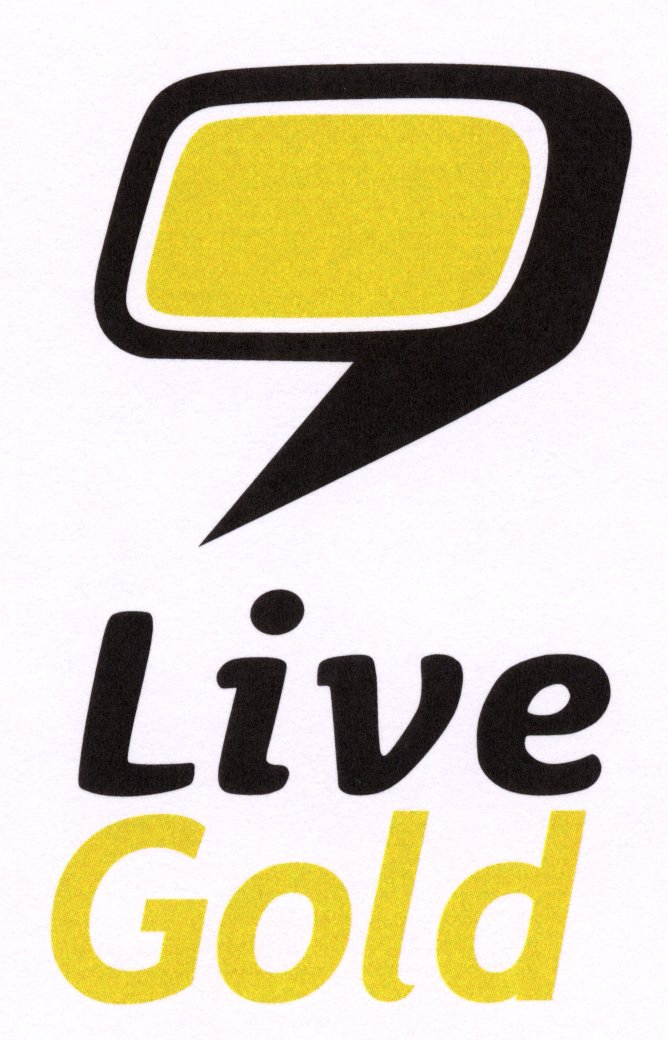
9Live Gold

Unter dem neuen Geschäftsführer Marcus Wolter wurde am 4. Oktober 2005 das Bonusprogramm 9Live Gold gestartet. Registrierte Anrufer von Quizshows konnten bei einem Anruf Punkte sammeln und, ähnlich Payback, in Prämien eintauschen.
Zum 21. Oktober 2010 stellte 9Live sein Design auf 16:9 um und führte neue Farbschemata für Bauchbinden, Hinweise und Spielegrafiken ein: Gelbtöne dominierten die Mittagszeit, am Vorabend kamen Blautöne zum Einsatz und in der Primetime waren rote und blauviolette Farben bestimmend. Silberne Farben wurden für Sondersendungen eingesetzt. Zudem gab der Sender bekannt, zum Jahreswechsel 2010/11 seinen analogen Betrieb über Astra einzustellen. Von 2011 an war 9Live ausschließlich auf digitalem Wege zu empfangen.
Am 31. Mai 2011 stellte 9Live sein live produziertes Programm ein und zeigte nur noch fiktionale Programme; Grund waren nach Senderangaben Erlös-Rückgänge von 34 Prozent im Vergleich zum Vorjahres-Quartal 2010 gewesen. Die ProSiebenSat.1 Media SE trennte sich damit von allen Geschäftsaktivitäten im Bereich Call-in-Gewinnspiele.  Ab dem 1. Juni 2011 finanzierte sich 9Live durch Infomercials und, kooperierend mit Astro TV, Astrologie-Sendungen. Der letzte Slogan des Senders, dessen Marktanteil in den letzten Jahren seiner Ausstrahlung bei ca. 0,1 Prozent lag, lautete „Heute ist mein Tag“. Im regulären Programm wurde auf das Archiv der ProSiebenSat.1 Media SE zurückgegriffen: Unter anderem wurden ältere Serien wie Kommissar Rex, Für alle Fälle Stefanie und Wer ist hier der Boss?, aber auch Free-TV-Premieren wie Deadline – Jede Sekunde zählt und Practice – Die Anwälte ausgestrahlt.
Viele der letzten Moderatoren, die sich am 31. Mai 2011 mit einer Livesendung verabschiedeten, moderieren nun bei diversen Shoppingsendern, Jürgen Milski moderiert mit dem Sport-Quiz bei Sport1 erneut Call-in-Gewinnspiele.
Bereits zum 1. August 2011 hatte der Sender sixx in mehreren DVB-T-Gebieten (Berlin, Hamburg, Kiel, Lübeck & Bremen/Unterweser) die DVB-T-Frequenzen von 9Live übernommen. Wie bereits am Abend des 3. August 2011 angekündigt, wurde am 9. August 2011 der Sendebetrieb von 9Live endgültig eingestellt. Um 12 Uhr ersetzte der Sender sixx im analogen Kabel und via Satellit 9Live. Im digitalen Kabel erfolgte die Aufschaltung einer Infokarte, die über die Abschaltung von 9Live informiert.

Senderlogos
Logo von 2001 bis 2004
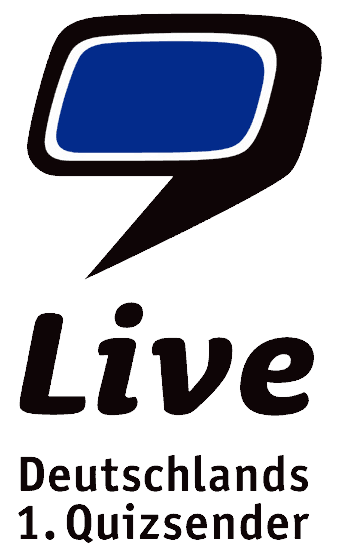
Logo von 2004 bis 2007
Logo von 2007 bis 2011

## Weitere Sendungen

### Programmfenster
- In der Zeit von 10:00 bis 11:00 sowie von 14:15 bis 16:15 wurde das Programm von Astro TV übernommen.
- In der Zeit von 08:00 bis 10:00, 11:25 bis 13:25 sowie von 17:00 bis 18:45 wurden Infomercials gesendet.

### Erotiksendungen
Nachts lief von 02:00 Uhr bis 06:00 Uhr (oft auch später als 02:00 Uhr) die Sendung: La Notte – Sexy Clips in einer Nachtschleife. Die Sendung bestand hauptsächlich aus Telefonsex-Werbung und diversen Softporno-Clips, überwiegend mit weiblichen Models als Darsteller, die sich zu Hintergrundmusik entkleideten. Die Clips wurden in Staffeln ausgestrahlt. Der Sender startete in unregelmäßigen Abständen (ungefähr im viertel- bis halbjährlichen Modus) jeweils eine neue Staffel, in der noch nie gesendete Clips gezeigt wurden. Jede Staffel hatte inklusive der umfangreichen Telefonsex-Werbeblöcke eine Gesamtlaufzeit von zirka drei bis vier Nächten (also insgesamt 12 bis 16 Stunden pro Staffel, davon jedoch reine Clip-Sendezeit nicht mehr als fünf bis sechs Stunden). Sobald eine neue Staffel an mehreren aufeinanderfolgenden Nächten eingeführt worden war, wurden diese Clips in teils gemischter Reihenfolge monatelang immer wieder ausgestrahlt. Dabei wurden teilweise auch Clips aus der letzten und vorletzten Staffel eingestreut. Auffallend war hierbei, dass es von vielen Clips offenbar verschiedene Fassungen gab; in manchen Nächten strahlte der Sender dieselben Clips in jeweiligen Kurzfassungen von maximal zwei bis drei Minuten Länge aus (gegenüber den Langfassungen von vier bis sechs Minuten Länge).
Die Sendung La Notte, die in der Nacht von Freitag auf Samstag von 23:30 Uhr bis 02:00 Uhr mit den Moderatorinnen Jana Bach, Biggi Bardot, Tyra Misoux oder Leonie Saint gezeigt wurde, wurde Mitte 2008 eingestellt. Danach wurde täglich von 02:00 Uhr bis 06:00 Uhr die Sendung La Notte – Sexy Clips gezeigt. Ab Mitte 2010 wurden in der Zeit von 01:35 bis 06:00 die Erotiksendungen ChatStrip.tv und La Notte – Sexy Clips gezeigt.

### Fernsehserien
Des Weiteren liefen gelegentlich Wiederholungen älterer und neuerer Fernsehserien, so beispielsweise Mallorca – Suche nach dem Paradies, Der Denver-Clan, Hart aber herzlich, Ein Colt für alle Fälle, MASH, Für alle Fälle Stefanie, Die Harald Schmidt Show, Miami Vice, Wolffs Revier, Quizfire oder Quiz Taxi.

## Moderatoren (Auswahl)
Bekannte Moderatoren von Call-in-Gewinnspielen waren:
- Sandra Ahrabian
- Wolfgang André
- Wolfgang Angermüller[17]
- Jana Bach
- Robin Bade
- Biggi Bardot
- Edith Bässe[18]
- Waltraut Borchmann[19]
- Anja Burkhardt[20]
- Matthias Carras
- Gül Dericioglu
- Yared Dibaba
- Jörg Draeger
- Anneke Dürkopp
- Patrizia Fernandez[21]
- Heidrun von Goessel
- Eva Grünbauer
- Anna Heesch[22]
- Frank Heinemann[23]
- Uwe Hübner
- Beate Igel[24]
- Frank Jakob[25]
- Tina Kaiser
- Jennah Karthes
- Torsten Knippertz
- Michael Koslar
- Berni Kraus[26]
- Piere Kreißl[27]
- Alida-Nadine Kurras
- Andrea Lamár[28]
- Natalie Langer
- Matthias Lutz[29]
- Norman Magolei
- Maria Mathis
- Frederic Meisner
- Jürgen Milski
- Tyra Misoux
- Isabella Müller-Reinhardt
- Mandana Naderian
- Lydia Pirelli
- Jasmin Rachlitz[30]
- Benny Schnier
- Martin Scholz
- Max Schradin
- Thomas Schürmann
- Iha von der Schulenburg[31]
- Sascha Sirtl[32]
- Andrea Sokol
- Ana-Marija Sokolovic[33]
- Kelly Trump
- Isabel Varell
- Marc Wagner
- Jessica Wahls
- Sandy Wagner
- Pit Weyrich
- Miriam Wimmer
- Juliane Ziegler

Der Moderator Max Schradin wurde vom Sender aufgrund eines Vorfalles zeitweise beurlaubt. So beschimpfte Schradin den Moderator eines anderen Gewinnspielanbieters vor der Kamera mit dem Satz: „Dieser blonde Pädophile da.“.
Die Moderatorin Juliane Ziegler wurde Ende Januar 2008 aus dem Programm genommen, nachdem sie in der ProSieben Night Loft einen Anrufer mit dem Slogan „Arbeit macht frei“ aufmuntern wollte.

## Weltrekord als längstes Fernseh-Quiz
Vom 29. August 2003 um 20.15 Uhr bis Montag, den 1. September 2003 um 1 Uhr nachts moderierten Alida-Nadine Kurras, Anna Heesch, Jörg Draeger, Robin Bade und Thomas Schürmann abwechselnd fast ganze 53 Stunden lang ununterbrochen einen „Geburtstagsmarathon“, mit dem sie es ins Guinness-Buch der Rekorde im Jahre 2005 als „Längstes Fernseh-Quiz“ schafften. Dazu sollte es einen Videomitschnitt als Beweismittel geben. Der Rekord gilt bis heute.

## NeunTV
Vom 2. Januar 2008 bis 31. Oktober 2009 wurde auf der Frequenz von 9Live das dreistündige Fenster Neun TV eingespeist. Dieses sendete ab 17:00 Uhr unter dem Motto „Zeit für mich“ ein auf Frauen ausgerichtetes Fernsehprogramm. Gezeigt wurden diverse Folgen der Serie Kommissar Rex, die Telenovela Verliebt in Berlin, Lifestyle-Sendungen, unter anderem auch mit Margarethe Schreinemakers. Auch die argentinische Serie Juanita ist Single wurde ausgestrahlt.
Moderiert wurde das Programm anfangs von Sylvia Bommes und Kathie Kleff. Später kam Patricia Siegel dazu. Im Juli 2008 moderierte nur noch Siegel, bevor Ende August die Anmoderationen wegfielen.
Die Quoten von Neun TV lagen bereits zur Premiere im kaum messbaren Bereich. Zuletzt konnte man von 30.000 Zuschauern ausgehen. Die Umsätze bei dem umstrittenen Telefon-Quiz-Programm waren drastisch gesunken.

## Auftragsproduktionen

### Sendergruppe
9Live produzierte für die Senderfamilie ProSiebenSat.1 Media diverse Quizshows. So wurde nächtlich bei ProSieben das NightLoft ausgestrahlt und für kabel eins das Filmquiz produziert. Ab Januar 2007 war 9Live für alle Mehrwertdienste der ProSiebenSat.1 Media verantwortlich (zum Beispiel Gewinnspiele bei Magazinen, Reportagen und Shows).

### International
Auch im Ausland war 9Live aktiv. So wurde für einen Sender aus Großbritannien produziert und Mitte September 2006 startete 9Live ein vierstündiges Programmfenster auf dem arabischen Fernsehsender mLive. Der Sender strahlte sein Programm via Eutelsat und Arabsat in mehr als 22 Ländern aus (unter anderem Syrien, Jordanien, Irak, Tunesien, Marokko und Ägypten). Mit „9Live Türkiye“ setzte 9Live seinen Expansionskurs ins Ausland fort. Das ausländische Call-TV-Format lief auf Euro D, einem Sender der türkischen Mediengruppe Dogan TV. Der TV-Sender für türkischsprechende Fernsehzuschauer in Europa wird von 3,5 Millionen Türken in Deutschland, Frankreich, Österreich, der Niederlande, Belgien, der Schweiz und Großbritannien empfangen. Das zweistündige Live-Format wurde in türkischer Sprache in Unterföhring produziert und von dort gesendet.
In Kroatien schloss 9Live einen Vertrag mit RTL Televizija, der täglich zwei Stunden kroatischsprachiges Live-Call-TV-Programm vorsieht. Wie bei den vorangegangenen Kooperationen wurde auch dieses Fenster in Unterföhring produziert und von dort ausgestrahlt. Der Sender wird terrestrisch verbreitet und ist über Eutelsat zu empfangen. RTL Televizija hatte 2006 einen Marktanteil von durchschnittlich 29 Prozent und erreichte damit rund 975.000 Kroaten.

## Kritik
9Live stand wegen der bis Mai 2011 ausgestrahlten Call-in-Gewinnspiele immer wieder unter starker Kritik. So seien beispielsweise die Gewinnspiele nicht transparent genug gewesen, es sei mit fragwürdigen Methoden um Mitspieler gebuhlt worden und ein durch Countdowns und entsprechendes Moderatorenverhalten künstlich aufgebauter Zeitdruck habe die Zuschauer zum Anrufen bewegen sollen, obwohl teilweise über Stunden keine Gewinnmöglichkeit bestanden habe.
Während in Großbritannien sowie auch in den Niederlanden gegen entsprechende Quizformate vorgegangen wird, geschah in Deutschland nichts Vergleichbares.
Zwar zahlte der Sender nach Eigenaussage monatlich Gewinnbeträge von über einer Million Euro aus, diese Äußerung ließ jedoch keinerlei Rückschlüsse auf die Gewinnchancen des einzelnen Anrufers zu. Nach eigenen Angaben wurden jährlich über 240.000.000 Anrufe zu Kosten von mindestens 50 Cent bearbeitet. Auch wenn ein Teil der mindestens 120 Millionen Euro an die Telefongesellschaften abgeführt wurde, lag die Gewinnquote sehr niedrig.
Für Aufsehen sorgte der Sender im Jahre 2002 mit der Ankündigung einer sogenannten „Arbeitslosen-Show“, die vom damaligen Bundesarbeitsminister Walter Riester (SPD) schon im Vorfeld als „absurd und menschenverachtend“ bezeichnet wurde. Die schließlich unter dem Titel „Job-Chance“ gelaufene und nach kurzer Zeit auch wieder abgesetzte Sendung kooperierte nach zwei Monaten Sendezeit gegen Mitte 2003 aber sogar offiziell mit der Bundesagentur für Arbeit. Im Gegensatz zur „Arbeitslosen-Show“ war die „Job-Chance“ eher ein Servicemagazin, in dem Stellenangebote in Deutschland vorgestellt und Tipps zu Bewerbung und Vorstellungsgesprächen anhand von Videoszenen gezeigt wurden.
Am 8. Mai 2007 berichtete das ARD-Magazin Plusminus von neuen Betrugsvorwürfen gegen den Sender. Zwei ehemalige 9Live-Mitarbeiter berichteten, dass der Sender teilweise Anrufe erfunden habe und der so genannte „Hot Button“ nicht automatisch, sondern von einem Redakteur selbst ausgelöst worden sei. Diese Vorwürfe wurden später durch Videobeweise gestützt. In den Videos sind die Moderatoren zu hören, die der Regie Ratschläge erteilen, den Hot-Button bei einer solchen hohen Anruftätigkeit noch nicht zuschlagen zu lassen. Aus diesem Grund forderte die Bayerische Landesmedienanstalt den Sender am 21. Mai 2007 zu einer Stellungnahme innerhalb von zwei Tagen auf.
Nach Eingang der Stellungnahme war die Bayerische Landesmedienanstalt der Meinung, der Sender hätte die Vorwürfe „plausibel widerlegt“.
Im Oktober 2009 wurde von der Kommission für Zulassung und Aufsicht ein Bußgeld in Höhe von 95.000 Euro gegen 9Live verhängt. Die Kommission ahndete damit irreführende Äußerungen, Intransparenz, Vorspiegelung von Zeitdruck und fehlende Informationen in sieben Gewinnspielsendungen.
Die allgegenwärtige Kritik am Geschäftsgebaren des Senders inspirierte unter anderem die Wise Guys zu ihrem Lied Neun Live. Dieses thematisiert auf satirische Weise die Call-in-Sendungen.
Eine Vielzahl von Beispielen, die zeigen, wie widersprüchlich 9Live die eigenen Regeln auslegte und die gesetzlichen Vorgaben interpretierte, sowie Beispiele einiger Privatpersonen, die sich durch die gebührenpflichtigen Anrufe finanziell ruinierten, finden sich bei Videoplattformen wie etwa YouTube.